# 聖米迦勒廣場
聖米迦勒廣場（羅馬化：Mykhailivska ploshcha）是一個位於烏克蘭基輔舍甫琴科區，在圣米迦勒金顶修道院前方的公眾廣場。

## 歷史
聖米迦勒廣場上有圣米迦勒金顶修道院，奧爾加公主紀念碑，乌克兰大饥荒受难者紀念碑和烏克蘭陣亡將士紀念牆。廣場北面是在1930年代建成，斯大林式建筑的烏克蘭外交部大樓，及烏克蘭外交部學院。
在1937至1961年間，這廣場稱為「政府廣場」，1961至1977年間命名為「蘇聯廣場」，1977至1991年間稱為「加里寧廣場」。
2022年5月起，聖米迦勒廣場成為俄烏戰爭的報廢車輛展示場，在廣場上展示出各種在戰爭中被摧毀的車輛。